# Este Homem É Perigoso
Este Homem É Perigoso  (This Man Is Dangerous, no original em inglês) é um romance de suspense de 1936 do escritor britânico Peter Cheyney. É o primeiro da série de dez romances em que intervem o agente do FBI Lemmy Caution. Tendo sido um best-seller, esta primeira obra permitiu a Cheyney abandonar o seu emprego como polícia e dedicar-se a tempo inteiro à atividade de  escritor.

## Adaptação
Em 1953 foi realizado um filme francês com o mesmo título dirigido por Jean Sacha e tendo Eddie Constantine no papel de Caution, juntamente com Colette Deréal, Grégoire Aslan e Claude Borelli.

## Edições em português
- Peter Cheyney, Este Homem É Perigoso, tradutor L. de Almeida Campos, Abril Controljornal Edipresse, Biblioteca Visão, Coleção Lipton, 2000, ISBN 972-611-706-2